# Малая Званица
Малая Званица — деревня в Удомельском городском округе Тверской области.

## География
Деревня находится в северной части Тверской области на расстоянии приблизительно 27 км на запад-северо-запад по прямой от железнодорожного вокзала города Удомля.

## История
Впервые упоминается в 1886 году. Дворов (хозяйств) было учтено 13(1886), 14 (1911), 15 (1958), 14 (1986), 9 (1999). В советский период истории работали колхозы «Новая Жизнь»,
«Вперед» и им. Дзержинского. До 2015 года входила в состав Мстинского сельского поселения до упразднения последнего. С 2015 года в составе Удомельского городского округа.

## Население
Численность населения: 69 (1886), 82(1911), 38 (1958), 23 (1986), 13 (1999), 12 (русские 100 %) в 2002 году, 9 в 2010.